# Mark Hebden
Mark Hebden (Leicester, 15 febbraio 1958) è uno scacchista britannico.
Grande maestro dal 1992, ha vinto più volte il campionato britannico rapid (1990, 1994, 2001, 2005, 2009 e 2013).
Ha partecipato con la nazionale inglese ai campionati europei a squadre del 
1983, 1989 e 2007.
Si è classificato quattro volte pari primo nel fortissimo open di Cappelle la Grande (1989, 1990, 1995 e 1997).
Altri risultati:
- 1993 :  vince il 28º torneo Capablanca Memorial di Matanzas a Cuba;
- 1997 :  vince il torneo di Hastings 1996/97, alla pari con John Nunn e Eduardas Rozentalis;
- 2001 :  1º-4º con Yannick Pelletier, Tamaz Gelashvili e Volodymyr Tukmakov nell'open di Neuchâtel;[1]
- 2009 :  pari primo con Andrei Istrăţescu, Édouard Romain e David Howell nel torneo di Hastings 2009/10;
- 2010 :  in giugno vince lo Svein Johannessen Memorial di Oslo, davanti a Jon Ludvig Hammer.

Hebden ha raggiunto il rating FIDE più alto in ottobre 2001, con 2567 punti Elo.